# Ballade no 1 de Chopin
La Ballade no 1 de Chopin, opus 23, est une ballade pour piano seul composée par Frédéric Chopin. En sol mineur, c'est la première des quatre ballades de Chopin. Elle est écrite en 1835 et publiée en 1836. C'est un de ses chefs-d'œuvre les plus populaires. Elle est dédiée à « Monsieur le baron de Stockhausen (de) »,.

## Histoire
Frédéric Chopin compose cette ballade à la fois joyeuse, lyrique, enflammée, romantique et nostalgique en 1835, à l'âge de 25 ans,, au moment où il fuit sa Pologne natale, envahie par l'Empire russe du tsar Nicolas Ier, pour s'installer définitivement à Paris, où il devient rapidement un des plus importants pianistes virtuoses et compositeurs de musique classique de la période romantique du XIXe siècle.
Cette œuvre remonte à des esquisses réalisées en 1831 lors de son séjour de huit mois à Vienne en Autriche et s’inspire d’œuvres romantiques majeures telles que le célèbre lied-poème autrichien lyrique romantique Der Hirt auf dem Felsen (Le Pâtre sur le rocher) de 1828, de Franz Schubert. Il la dédie à « Monsieur le baron de Stockhausen (de) », harpiste, ambassadeur de Hanovre en France, et père de la pianiste-compositrice Elisabeth von Herzogenberg. Chopin cite lui-même l'œuvre du poète Adam Mickiewicz comme source d'inspiration pour ses ballades musicales (selon une rumeur basée sur une remarque de Robert Schumann concernant la création de la seconde ballade de Chopin)[réf. souhaitée]. La réalité de cette inspiration n'est toutefois pas démontrée.
Éditée en 1836, elle est le premier morceau de musique instrumentale à porter le nom de ballade, dont Chopin fait un genre musical et instrumental à part entière,.
En 1836, après une courte visite de Chopin à Leipzig, Robert Schumann écrit : « J'ai une nouvelle ballade de Chopin. Elle me semble être l'œuvre la plus proche de son génie (mais pas la plus brillante). Je lui ai même dit que c'était ma préférée de toutes ses œuvres. Après une longue pause de réflexion, il m'a dit avec insistance : « Je suis heureux, car moi aussi je l'aime le plus, c'est mon œuvre la plus chère » »,. Franz Liszt, de son côté, voit dans cette œuvre majeure une « odyssée de l’âme de Chopin ».

## Analyse
L'œuvre commence par une introduction lente (largo), dans un aspect mystérieux dont l'effet est souligné par le motif de trois notes (espress.) joué après un silence et associé à un accord dissonant. Certains éditeurs modifieront cet accord pour le rendre plus banal. Il permet l'introduction de la narration.
Si le tempo initial est calme, le premier thème exprimé contient les prémices d'une extrême agitation. Le tempo s'accélère ensuite en parallèle d'un tension de plus en plus présente due à l'obstination « passionnée » du motif en croches du premier thème. À la fin du premier thème, les quartes et les quintes à vide marquent le début du second thème en mi bémol majeur. Ce thème est une mélodie lyrique douce avec de rapides transformations harmoniques. L'accompagnement diffère des modèles classiques de l'époque : les notes isolées à la main gauche ne forment pas d'accords brisés, mais appartiennent à diverses fonctions qui ne sont pas pleinement réalisées. Très divers et très simples, ils accentuent la délicatesse de ce thème. La présence des arabesques issues du premier thème, à la fin de l'exposition, participe de cette intimité exprimée par le second thème.
Lorsque le premier thème revient, il est transformé, en la mineur, avec un ostinato sur la note mi, beaucoup plus dissonant que la section précédente. Au lieu de la seconde phrase, le compositeur répète à différentes hauteurs un seul motif mélodique avec un unique accord d'accompagnement dissonant, augmentant l'intensité jusqu'à son climax au moment du second thème, qui est lui aussi transformé. Le second thème est en la majeur (rapport de triton entre les tonalités). La cantilène se transforme en un chant puissant qui éclate dans les accords joués. La mélodie, de plus en plus étendue par les progressions et nouveaux motifs, devient extatique. Les modulations se succèdent, augmentant le rythme et la virtuosité de la pièce.
On retrouve une nouvelle fois le second thème, cette fois dans sa tonalité d'origine (mi bémol majeur), puis revient le premier thème, dans sa tonalité de sol mineur . La coda (presto con fuoco) est chargée en traits, motifs changeants et harmonies chargées. Sous l'avalanche des gammes montantes et descendantes, on entend vers la fin résonner par bribes comme un écho de l'introduction. La conclusion se fait par des octaves chromatiques avec leurs appoggiatures, en mouvements contraires depuis les deux extrémités du clavier.
Le morceau se développe autour de deux thèmes, l'un exposé dès la 7e mesure après l’introduction, le second apparaissant à la mesure 69. La signature rythmique est majoritairement en 
 bien que l'introduction et la coda soient respectivement en 
 et 
.
L’œuvre demande une grande technique pianistique et une dextérité importante, comprenant de larges accords, des suites d'octaves, des passages très rapides et même une succession d'octaves chromatiques à la fin de la pièce. La structure est un mélange de la forme sonate et de la forme en variations.

## Réception
Lorsque Frédéric Chopin joue cette pièce pour Robert Schumann en septembre 1836, celui-ci est très enthousiaste : selon lui, c'est son œuvre la plus remarquable. Chopin répond qu'il partage son avis et lui offre la partition.
Franz Liszt, de son côté, voit dans cette œuvre majeure une « odyssée de l’âme de Chopin ».
Cette ballade inspire à Félicien Mallefille l'œuvre poétique Les Exilés, qui paraît dans la Gazette musicale le 9 septembre 1838, précédée d'une lettre de l'auteur au compositeur.
Après la disparition de Chopin, le violoniste et musicien belge Eugène Ysaÿe (1858-1931) a réalisé son propre arrangement de la Ballade no 1  pour violon et piano.

## Postérité

### Cinéma, musique de film
- 1944 : Hantise, de George Cukor, avec Ingrid Bergman, interprétée par Jakob Gimpel.
- 1991 : Impromptu, de James Lapine, avec Hugh Grant (histoires des amours de George Sand et Frédéric Chopin).
- 2002 : Le Pianiste, de Roman Polanski, interprétée par Janusz Olejniczak. Elle connaît un regain de popularité à la sortie du film.
- 2010 : L'Arnacœur, de Pascal Chaumeil, avec Romain Duris et Vanessa Paradis (L'Arnacœur (bande originale)).

### Culture populaire
Elle se retrouve également à nouveau sous les feux de la rampe par l'entremise du patinage artistique, entre 2015 et 2017, via les prestations, en programme court, du jeune prodige champion olympique Yuzuru Hanyu. En décembre 2021, la Ballade n° 1 de Hanyu a obtenu les cinq meilleures notes pour un programme court, tous systèmes d'évaluation confondus, et est le programme le plus réussi dans ce segment de compétition,.
Elle est également utilisée dans le dernier épisode de l'animé Shigatsu wa kimi no uso.